# Jürgen Hingsen
Jürgen Hingsem (ur. 25 stycznia 1958 w Duisburgu) – niemiecki dziesięcioboista. Srebrny medalista igrzysk olimpijskich w 1984 oraz mistrzostw świata w 1983. Rekordzista świata z 1983 roku. W roku 1984 ustanowił własny rekord życiowy oraz rekord Niemiec (dotąd niepobity) – 8832 pkt.
Podczas igrzysk olimpijskich w 1988 w Seulu został zdyskwalifikowany po trzech falstartach podczas biegu na 100 metrów. W efekcie nie ukończył dziesięcioboju.